# Шапка ерцгерцога

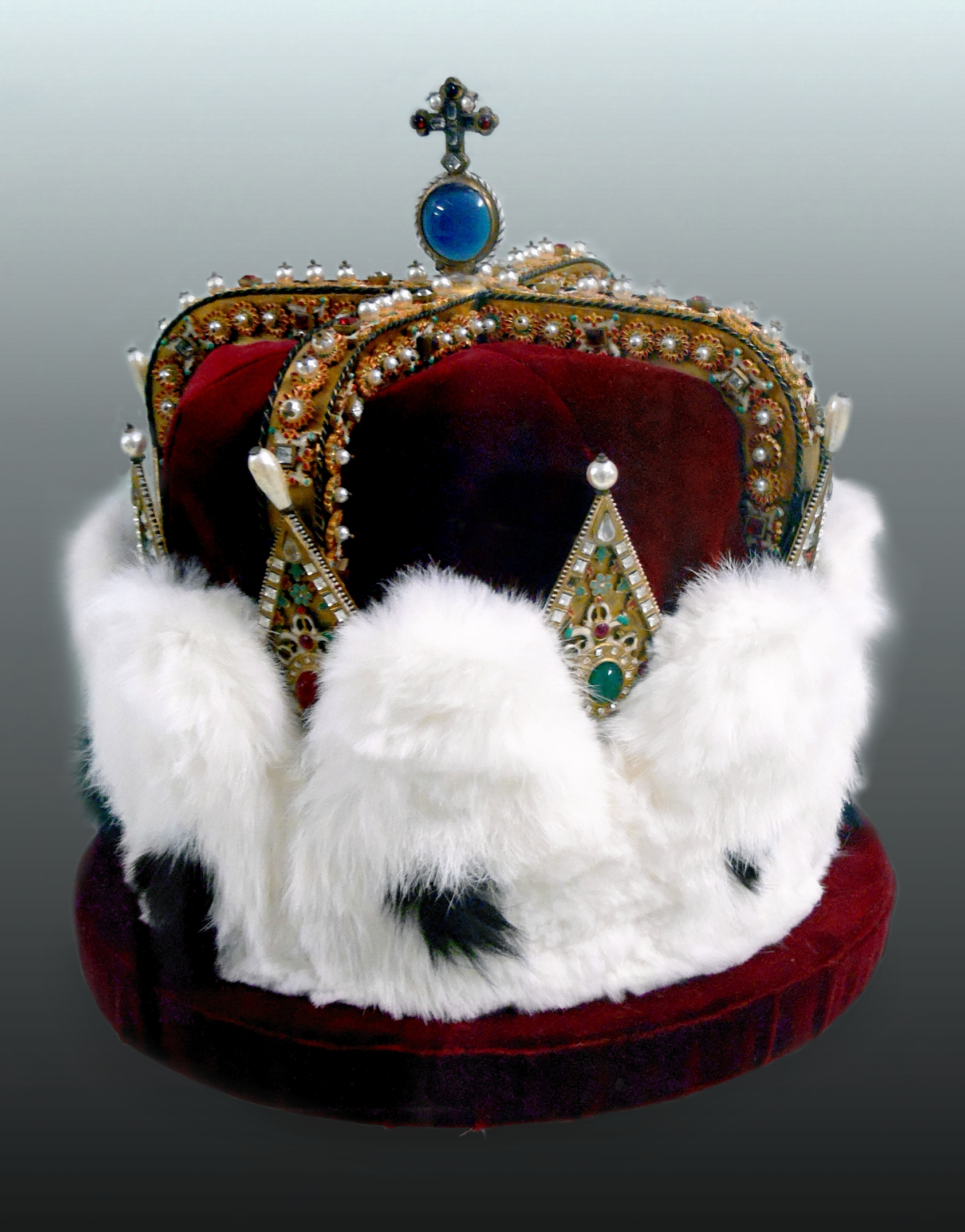
Копія капелюха австрійського ерцгерцога, виставлена в Державному музеї Верхньої Австрії в Лінці

Шапка ерцгерцога — провінційні корони кількох спадкових земель Габсбургів, насамперед Австрійського ерцгерцогства.

## Розповідь

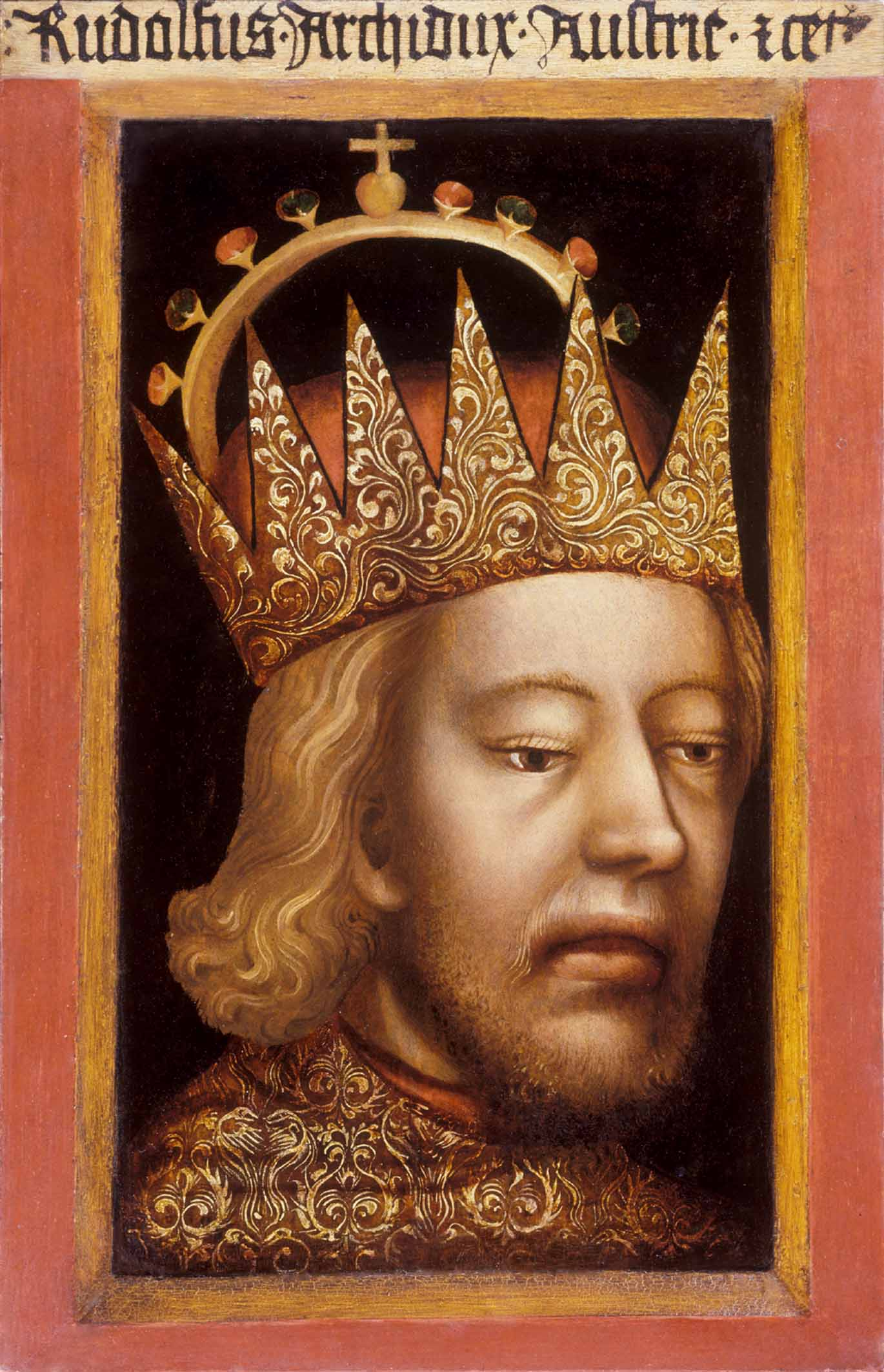
Портрет Рудольфа IV, 1360/65, Кафедральний музей Відня

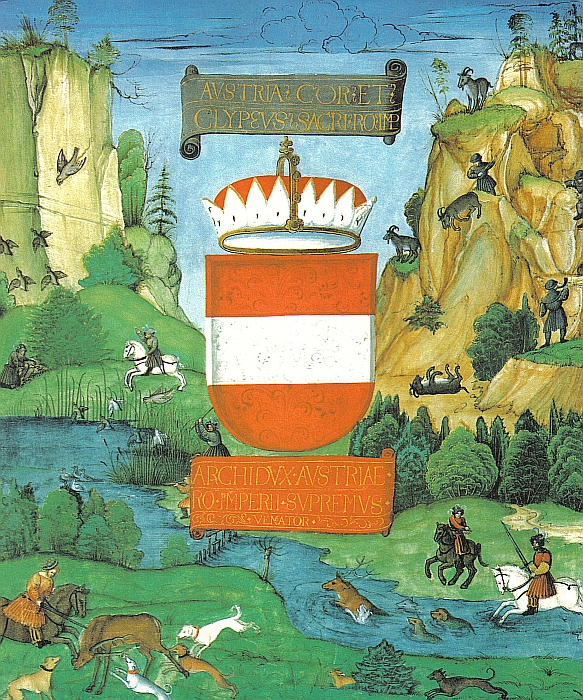
Титульний аркуш копії Privilegium Maius, зробленої в 1512 році, зі щитом і шапкою ерцгерцога

На портреті Рудольфа IV з 1360/65, герцога Австрії та самопроголошеного ерцгерцога можна побачити з «короною ерцгерцога». Однак існування такої ранньої корони заперечується дослідженнями, навіть якщо право носити її було надано Габсбургам у Privilegium Maius (книгу вже викрито як підробку Франческо Петраркою).
Перша шапка ерцгерцога, яка фактично підтверджена історичними даними, але яка сьогодні більше не існує, була зроблена Ернстом Залізним, який носив цей титул, хоча він в той час не був ані наданий, ані визнаний імператором Священної Римської імперії (офіційне підтвердження титулу відбулося лише в 1453 році за імператора Фрідріха III, коли Габсбурги вже забезпечили собі імператорську гідність).
Інша шапка ерцгерцога, якої вже не існує, був виготовлений з нагоди смерті ерцгерцога Фердинанда II, створений у 1595 р., який правив Тіролем і Передньою Австрією (у своєму володінні він був графом Тіролю тощо, як принц Габсбургів від народження він носив титул ерцгерцога).
Останні дві шапки ерцгерцога були виготовлені для Максиміліана ІІІ в 1616 році, регента Тіролю та Передньої Австрії. Обидва збережені.

### Шапка австрійського ерцгерцога
1616 року ерцгерцог Максиміліан III передав шапку австрійського ерцгерцога монастирю августинців Клостернойбург у Нижній Австрії як корону Австрійського ерцгерцогства та як «символ єдності австрійських спадкових земель». Відтоді там зберігаються знаки розрізнення. Художник і місце виготовлення капелюха невідомі.
Шапка складається з зубчастої корони з перехрещеними дужками. Корона прикрашена горностаєм і червоним оксамитом. Дуги прикрашені рубінами, смарагдами та перлами. Дві дуги посередині вінчає великий блакитний сапфір, оправлений золотом, на верхівці якого маленький золотий хрест. Деякі з дорогоцінних каменів мають середньовічну огранку Mugel. Очевидно, за допомогою середньовічних коштовностей намагалися підкреслити вік ерцгерцогської гідності. Зубчаста корона з червоним капелюхом і горностаєм приймає форму капелюха курфюрста, що підкреслює високий статус австрійських ерцгерцогів.
У акті заснування чітко зазначено, що шапка австрійського ерцгерцога повинна зберігатися в монастирі Клостернойбург на могилі святого Леопольда. Під загрозою відлучення корону можна було виносити з монастиря лише в особливих випадках, таких як спадкова пошана маєтків, і то лише на 30 днів. Зберігаючи корону біля Св. Леопольда, слід підкреслити важливість австрійської священної «корони Леопольда» як абсолютного символу влади, подібного до угорської Священної корони святого Іштвана та богемської корони святого Вацлава.
З 1620 року шапка ерцгерцога привозили до Відня для церемонії спадкового вшанування кожного нового суверена. Востаннє — в 1835 році для австрійського імператора Фердинанда І.
Оскільки у 2011 році в абатстві Клостернойбург було побудовано нову скарбницю, Свята Корона Австрії, як також називали шапку австрійського ерцгерцога, була представлена публіці у вітрині. Також є копія шапки, що вінчає реліквію черепа святого Леопольда. Інша копія знаходиться в Державному музеї Верхньої Австрії в Лінці.

### Шапка тірольського ерцгерцога

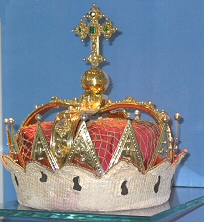
Шапка тірольського ерцгерцога, 1616, Маріяштайн

Максиміліан III подарував шапку тірольського ерцгерцога для замку Маріаштайн поблизу Куфштайна в Тіролі, який був побудований у XVIII столітті та став місцем паломництва. Корона стала частиною державного герба Тіролю. Назва цієї провінційної корони не означає, що Тіроль був ерцгерцогством (це було князівське графство), а скоріше те, що правитель Тіролю, як принц Габсбургів, від народження носив титул ерцгерцога Австрії. Шапка ерцгерцога вказує на тимчасово звільнене особливе становище суверена та тристоронній поділ спадкових земель на Нижню Австрію, Внутрішню Австрію та Верхню Австрію (Тіроль з Передньою Австрією).
Оригінальна оторочка з горностая з часом була втрачена та замінена білим шовком із намальованими кінчиками хвоста горностая.

### Капелюх ерцгерцога Йосифа II

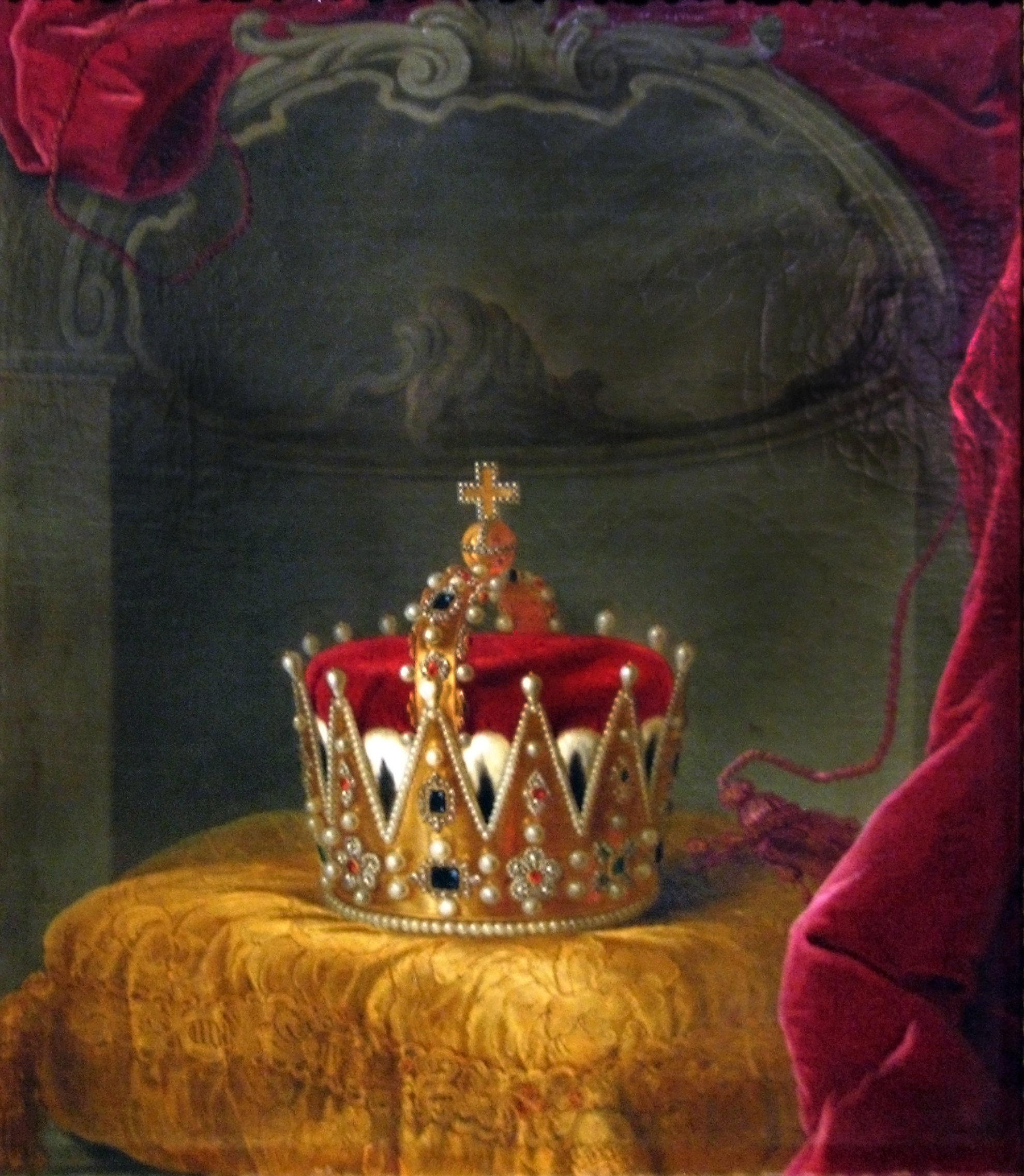
Малюнок шапки ерцгерцога Йосипа II з 1764 р. у скарбниці Віденського Гофбурга

Крім цих капелюхів ерцгерцога, є ще один, одягнений у 1764 році на коронацію Йосифа II, що був зроблений для римо-німецького короля у Франкфурті, щоб підкреслити спадкове правління Йосифа. Однак, оскільки неможливо було привезти шапку ерцгерцога з абатства Клостернойбург до Франкфурта, імператор виготовив цю копію для себе.
Копія зовні суттєво відрізняється від оригіналу 1616 року. На відміну від оригіналу, вона має лише одну скобу. Замість сапфіра під хрестом маленька золота куля. Ймовірно, на дизайнера вплинув портрет засновника Рудольфа з короною ерцгерцога. Після коронації копія вийшла з ужитку, а каміння та перли були вилучені. Зберігся каркас, металевий каркас, який зберігається в скарбниці Віденського Гофбурга.

## Шапка ерцгерцога як гербове покриття
На гербі Верхньої Австрії замість шолома над гербом зображено шапку австрійського ерцгерцога. До 1918 року на гербі землі Нижня Австрія була капелюх ерцгерцога, відтоді на гербі Нижньої Австрії зображена настінна корона, що символізує буржуазію, подібна короні (у зменшеній формі), яку носить австрійський федеральний орел. Герб Зальцбурга має князівську шапку, схожу на шапку ерцгерцога.

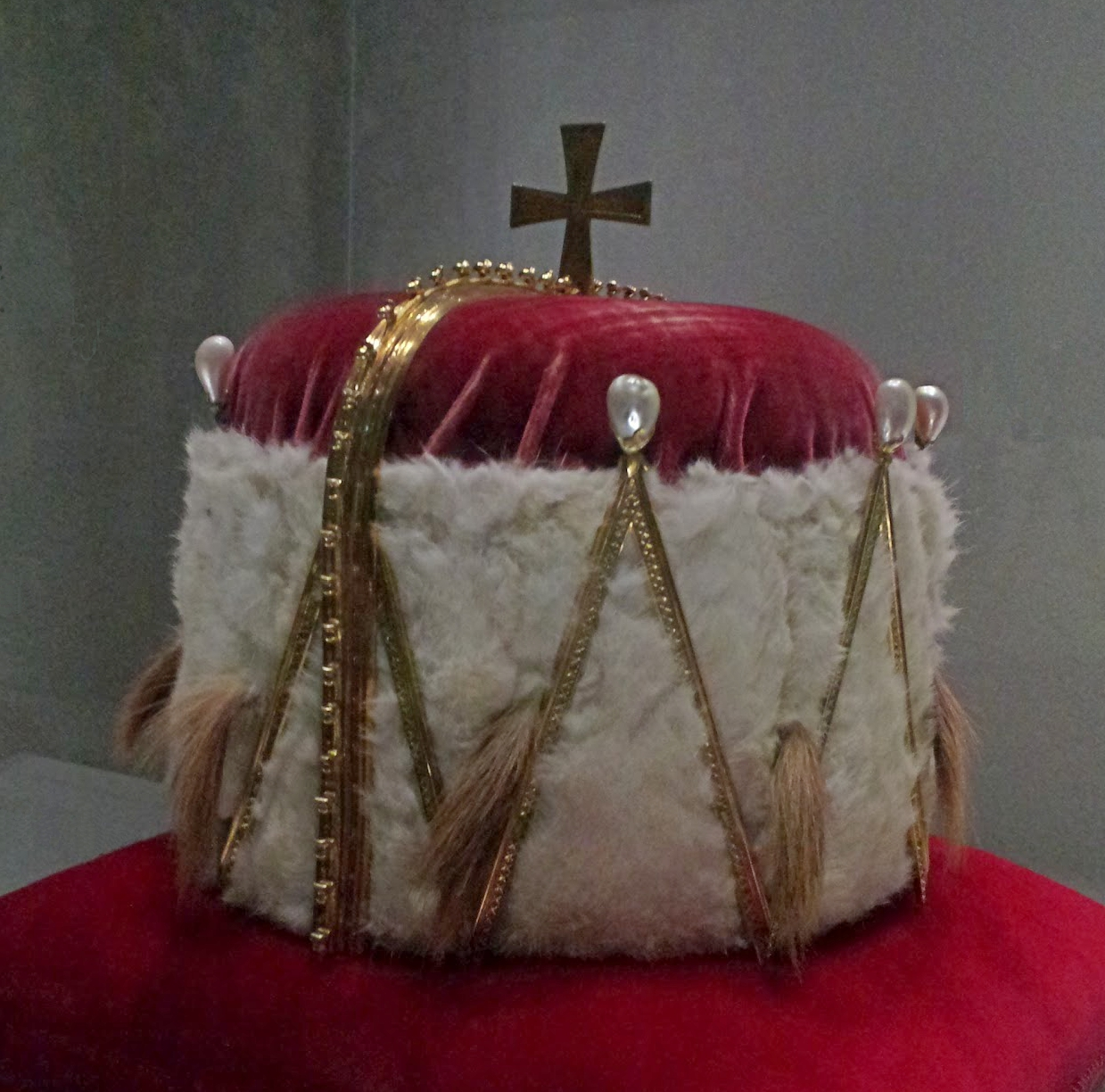
Герцогська шапка Штирії, близько 1400 р., Грац, палац Герберштайн

## Шапка герцога Штирії
Штирія залишалася герцогством під владою Габсбургів. Тут не відбулося підвищення рангу до ерцгерцогства як у Каринтії, Карніолі та інших герцогствах Габсбургів.
Герцогська шапка Штирії (висота: 20,5 см, діаметр: 20 см) датується початком XV століття і являє собою зубчастий обруч із позолоченого срібла, укріплений ланцюжком із креветками та хрестом. У 1766 році до оправ емалі додали намистини, а шапку переробили. Переданий до віденської скарбниці Марією Терезією, він був повернутий до Штирії в 1790 році на прохання штірійської шляхти. Сьогодні він зберігається в палаці Герберштайн у Граці. Він також вінчає герб Штирії.

## Галерея

Герб Австрії: щит з шапкою ерцгерцога, 1512 р.
Особистий герб ерцгерцога Карла, пізніше імператора Карла V
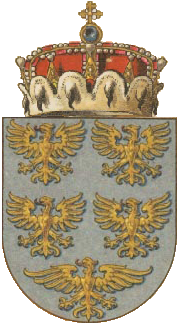
Герб Нижньої Австрії з шапкою ерцгерцога (до 1918 р.)
Герб Верхньої Австрії з шапкою ерцгерцога
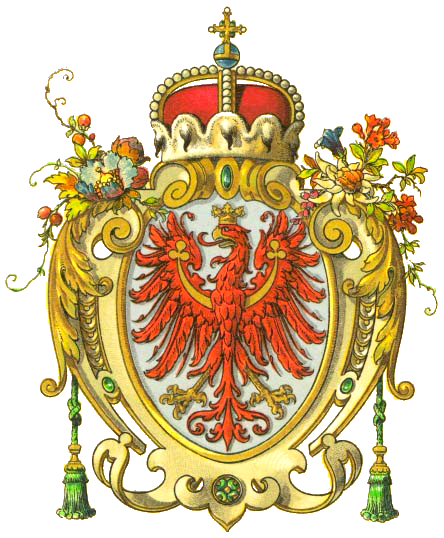
Герб Тіролю
Герб Штирії з герцогською шапкою
Герю 11 округу Бадапешту з короною ерцгерцога
Геральдчна шапка ерцгерцога
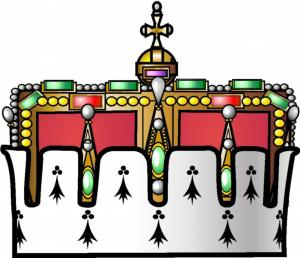
Геральдчна шапка ерцгерцога (варіант)
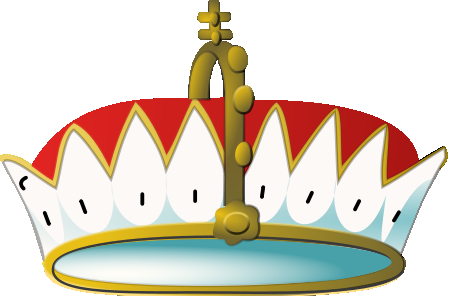
Геральдчна шапка ерцгерцога (рання версія)

## Веб-посилання
- Eintrag zu Erzherzogshut im Austria-Forum (im AEIOU-Österreich-Lexikon)